# Tam Thái, Nghệ An
Tam Thái là một xã thuộc tỉnh Nghệ An, Việt Nam. Xã được hình thành trên cơ sở sáp nhập xã Tam Hợp và xã Tam Thái của huyện Tương Dương trong đợt Sáp nhập tỉnh thành Việt Nam 2025.

## Địa lý
Xã Tam Thái có vị trí địa lý:
- Phía Đông giáp xã Tam Quang;
- Phía Nam giáp nước CHDCND Lào;
- Phía Tây giáp xã Tương Dương;
- Phía Bắc giáp xã Yên Na.

Xã Tam Thái có diện tích tự nhiên 356,01 km².

## Lịch sử
Xã Tam Thái được thành lập vào ngày 17 tháng 4 năm 1965 trên cơ sở một phần diện tích và dân số của xã Thạch Giám.
Ngày 13 tháng 11 năm 1986, Hội đồng Bộ trưởng ra Quyết định số 139-HĐBT chia xã Tam Thái thành 2 xã Tam Thái và Tam Hợp.
Năm 2018, xã Tam Thái có diện tích 112,70 km², dân số là 4.100 người, mật độ dân số đạt 36 người/km².
Ngày 17 tháng 12 năm 2019, Ủy ban Thường vụ Quốc hội ban hành Nghị quyết 831/NQ-UBTVQH14 về việc sắp xếp các đơn vị hành chính cấp xã thuộc tỉnh Nghệ An (nghị quyết có hiệu lực từ ngày 1 tháng 1 năm 2020). Theo đó, sáp nhập toàn bộ 11,18 km² diện tích tự nhiên và 670 người thuộc bản Cây Me của xã Thạch Giám vừa giải thể vào xã Tam Thái.
Sau khi sáp nhập, xã Tam Thái có diện tích 123,88 km², dân số là 4.770 người.
Ngày 16 tháng 6 năm 2025, xã Tam Thái được thành lập theo Nghị quyết số 1678/NQ-UBTVQH15 của Ủy ban Thường vụ Quốc hội Việt Nam, ban hành ngày 16 tháng 6 năm 2025. Theo đó, sắp xếp toàn bộ diện tích tự nhiên, quy mô dân số của xã Tam Hợp và xã Tam Thái thuộc huyện Tương Dương trước đây thành một xã mới có tên gọi là xã Tam Thái.
Trước đó, theo Đề án sắp xếp đơn vị hành chính cấp xã tỉnh Nghệ An, xã này là xã Tương Dương 2.
Sau sắp xếp xã có diện tích tự nhiên: 356,01 km², quy mô dân số: 7.730 người.